# Noémie Lenoir
Pour les articles homonymes, voir Lenoir.
Ne doit pas être confondu avec Noëlle Lenoir.
Noémie Lenoir est une mannequin et actrice française née le 19 septembre 1979 aux Ulis (Essonne).

## Biographie

### Enfance et formation
Noémie Lenoir est née le 19 septembre 1979 aux Ulis (Essonne). Fille d'un électricien et d'une femme de ménage, elle grandit dans une cité de Gif-sur-Yvette avec son frère aîné, Daniel.
Fille d'un père métropolitain (avec des origines corses et belges) et d'une mère réunionnaise (avec des origines malgaches) arrivée dans l'Hexagone à l'âge de seize ans dans le cadre de la déportation des enfants de la Creuse. Elle commence ses études secondaires au collège Juliette-Adam de Gif-sur-Yvette, qu'elle poursuit au lycée Henri-Poincaré de Palaiseau,,.

### Carrière de mannequin
En septembre 1995, a 17 ans, alors qu'elle achète des timbres dans un bureau de poste près de chez elle, elle est approchée par un ancien mannequin de l'agence Ford. Sa carrière commence alors avec de petites enseignes, avant de quitter Gif-sur-Yvette pour rejoindre Ford Models à New York, visant une carrière internationale,,.
Le succès est immédiat : elle pose pour plusieurs photographes renommés (comme Mario Testino et Peter Lindbergh) et apparaît très vite en couverture des éditions françaises ou américaines des magazines Vogue, Elle, Marie Claire et Sports Illustrated,,.
Elle apparaît également dans les campagnes publicitaires de Ralph Lauren, Gap, Victoria's Secret et Gucci. En 2000, elle signe un contrat avec L'Oréal et monte les marches du festival de Cannes 2001,.
Elle a été le visage de Marks & Spencer durant quatre ans. Elle a aussi participé au défilé de la marque de lingerie Victoria's Secret en 2007 et en 2008. Elle est représentée internationalement par Elite Model Management. Son contrat avec Marks & Spencer est résilié fin 2009,.
En mars 2013, elle est l'ambassadrice du 21e festival international des jeunes créateurs de mode de Dinard. En juin 2013, elle assure sept représentations dans le cabaret parisien le Crazy Horse,.
Elle est l'une des personnalités à participer au dernier défilé de Jean-Paul Gaultier en janvier 2020 telles Coco Rocha, Amanda Lear, Mylène Farmer, Rossy de Palma, Dita von Teese et Estelle Lefébure,.

### Carrière de comédienne
Noémie Lenoir joue un petit rôle dans Astérix & Obélix : Mission Cléopâtre d'Alain Chabat, aux côtés de Jamel Debbouze et Gérard Depardieu, puis tourne dans Gomez & Tavarès, une comédie se déroulant à Marseille avec Titoff et Stomy Bugsy.
En 2003, elle joue dans Coup d'éclat, un film américain avec Pierce Brosnan et Salma Hayek, puis fait une apparition en 2006 dans La Doublure de Francis Veber. En 2007, elle joue dans la suite de Gomez & Tavarès intitulé Gomez VS Tavarès.
Toujours en 2007, elle retrouve Brett Ratner dans le film Rush Hour 3 avec Jackie Chan et Chris Tucker. 
Après plusieurs années loin du cinéma, elle joue en 2015 dans Transporteur: héritage.

### Vie privée
Le 9 mai 2010, Noémie Lenoir est découverte inconsciente à La Celle-Saint-Cloud (Yvelines) après une tentative de suicide. Selon les informations rapportées à l'époque, elle avait absorbé de l'alcool et des médicaments alors qu'elle se trouvait au domicile de son compagnon, le footballeur Claude Makélélé et avait appelé elle-même les secours pour les prévenir de son geste. Elle est ensuite hospitalisée et jugée hors de danger.
Elle a un fils, Keylan, avec son compagnon Claude Makélélé (ils se séparent après 4 ans de relation). En mai 2015, lors de la 68e cérémonie du Festival de Cannes, elle officialise sa deuxième grossesse. Elle accouche d'une petite fille, Tosca. Elle déclare n'avoir jamais vécu avec un homme et avoir toujours élevé ses enfants principalement seule.
Parallèlement à ses activités professionnelles, Noémie Lenoir est devenue ambassadrice de la FFAC.
En 2025, elle confie à Konbini qu'elle se considère comme alcoolique. Elle explique souffrir de cette addiction depuis ses 19 ans et témoigner pour lever un tabou sur cette maladie.

## Filmographie
Sauf indication contraire, les informations mentionnées dans cette section peuvent être confirmées par les bases de données cinématographiques  présentes dans la section « Liens externes ».

### Cinéma
- 2002 : Astérix et Obélix : Mission Cléopâtre d'Alain Chabat : Guimieukis
- 2003 : Gomez & Tavarès de Gilles Paquet-Brenner : Gina
- 2004 : Coup d'éclat de Brett Ratner : la fille de Moore
- 2006 : La Doublure de Francis Veber : Karine
- 2007 : Gomez VS Tavarès de Gilles Paquet-Brenner : Gina
- 2007 : Rush Hour 3 de Brett Ratner : Geneviève
- 2015 : Le Transporteur : Héritage de Camille Delamarre : Maïssa
- 2018 : Alad'2 de Lionel Steketee : l’hôtesse de l’air

### Télévision
- 2004 : Jeff et Léo, flics et jumeaux : Anna (série télévisée)
- 2013 : Danse avec les stars, saison 4 : elle-même
- 2013 : What Ze Teuf : elle-même (série télévisée)
- 2019 : Habille-nous Africa d'elle-même : elle-même (documentaire)
- 2019 : Capitaine Marleau,  : Marguerite Vitali (saison 3, épisode Veuves mais pas trop de Josée Dayan)

### Clips
- 2010 : Hey Daddy de Usher
- 2021 : 911 de Damso
- 2022 : Hôtel Paris de Nabil Harlow

## Galerie de photographies

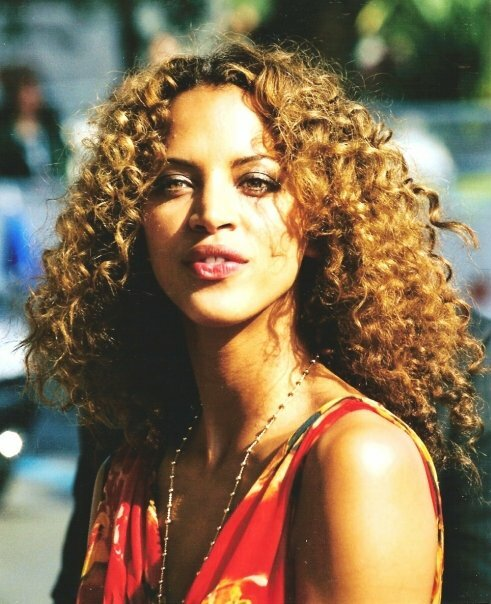
Lors du festival de Cannes 2005.
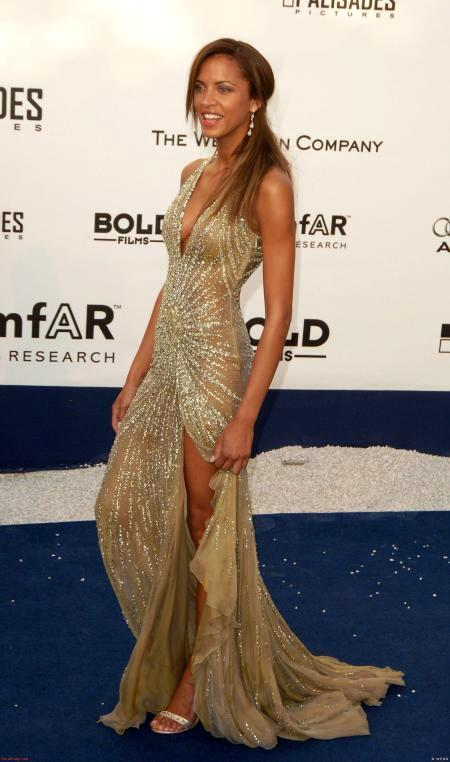
En 2009.
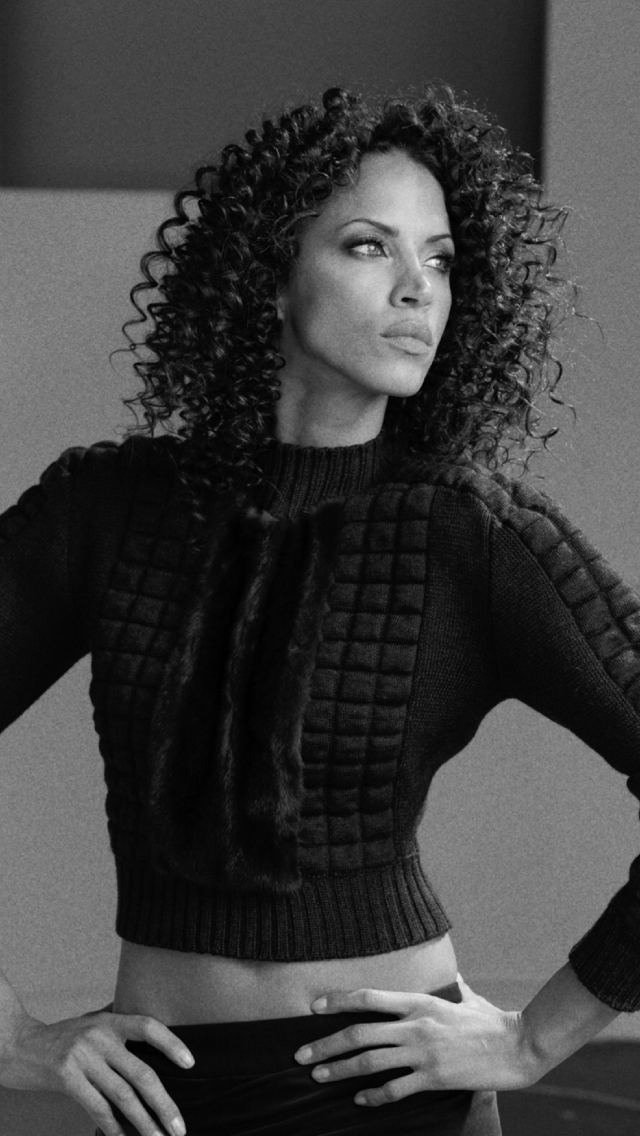
En 2015.